# Rosaria Butterfield
Rosaria Champagne Butterfield (née en 1962) est une écrivaine, conférencière, femme au foyer, et ancien professeure d'anglais à l'Université de Syracuse.

## Biographie
Butterfield, qui obtient son doctorat de littérature anglaise à l'Université d'État de l'Ohio, travaille au sein du département d'anglais et d'études sur les Femmes à l'Université de Syracuse, de 1992 à 2002. Au cours de sa carrière universitaire, elle publie un livre, ainsi que de nombreux articles scientifiques. Ses travaux se sont intéressés aux théories féministes, la théorie queer et à la Littérature britannique du 19e siècle. Elle obtient sa titularisation en 1999, l'année même où elle se convertit au christianisme. Elle se marie en 2001.
Butterfield est aujourd'hui plus largement connue pour son autobiographie The Secret Thoughts of an Unlikely Convert: An English Professor's Journey into the Christian Faith (Les Pensées Secrètes d'une Improbable Conversion : Le Voyage dans la Foi Chrétienne d'une Professeure d'anglais), dans lequel elle raconte sa transformation : de professeure lesbienne postmoderne à épouse d'un pasteur de la Reformed Presbyterian Church et mère s'occupant de l'enseignement à la maison de ses enfants. À la suite de sa conversion religieuse au Christianisme, Butterfield développa un ministère pour les étudiants et parla souvent dans les églises et les universités de son expérience. Elle a enseigné et prêché au Collège de Genève. Elle vit maintenant dans la région de Durham, en Caroline du Nord avec son mari, Kent Butterfield, et de leurs enfants.

## Identité
Elle ne s'identifie pas comme "ex-gay" et pense qu'aucun chrétien ne doit s'identifier comme "chrétien gay." Elle note que "le rôle de l'adjectif est de changer le nom". Butterfield a critiqué une Thérapie de conversion qui affirmait que "l'objectif principal du Christianisme [était] de résoudre l'homosexualité par le biais de l'hétérosexualité, donc ne pas voir que la repentance et de la victoire sur le péché sont des dons de Dieu et, à défaut de se rappeler que les fils et les filles du Roi peuvent être membres à part entière du corps du Christ, et encore en lutte avec la tentation sexuelle". Butterfield suggère que c'est une version de l'évangile de la prospérité.

## Publications
- Crimes of reading: incest and censorship in Mary Shelley's early novels (Thèse, 1992)
- The Politics of Survivorship: Incest, Women's Literature, and Feminist Theory (New York University Press, 1998)
- The Secret Thoughts of an Unlikely Convert: An English Professor's Journey into the Christian Faith (Crown & Covenant Publications, 2012)
- Openness Unhindered: Further Thoughts of an Unlikely Convert on Sexual Identity and Union with Christ (Crown & Covenant Publications, 2015)
- The Gospel Comes With a House Key: Practicing Radically Ordinary Hospitality in Our Post-Christian World (Crossway, 2018)
- Les pensées secrètes d’une convertie insolite. De l’homosexualité à la découverte de la foi chrétienne (Impact, 2018)